# Aneesur Rahman
Aneesur Rahman (24 août 1927 - 6 juin 1987) est un physicien pionnier de l'application de méthodes de calcul aux systèmes physiques.

## Biographie
Aneesur Rahman est originaire d'Hyderabad, en Inde. Il obtient son diplôme de premier cycle en physique et mathématiques à l'Université de Cambridge en Angleterre et son doctorat en physique théorique à l'Université de Louvain en Belgique. En 1960, Aneesur Rahman commence une activité de 25 ans comme physicien au Laboratoire national d'Argonne géré par l'Université de Chicago. En 1985, il rejoint l'Université du Minnesota en tant que professeur de physique et membre de son supercomputing institute (en).

## Recherche
Rahman est considéré comme le père de la dynamique moléculaire, une discipline de la physique qui utilise des ordinateurs pour simuler le comportement microscopique des systèmes physiques.
Dans son article de 1964 sur l'argon liquide, Rahman étudie un système de 864 atomes d'argon sur un ordinateur CDC 3600, en utilisant un potentiel de Lennard-Jones. Ses algorithmes employés à l’époque constituent encore la base de nombreux codes informatiques. Aneesur Rahman a aussi travaillé sur une grande variété de problèmes, comme l'approche d'ensemble microcanonique de la théorie de jauge sur réseau, qu'il a inventée, avec David J. E. Callaway. Le groupe d'Enrico Fermi (à Los Alamos dans les années 1950), le groupe de George Vineyard (études sur les dommages causés par les radiations à Brookhaven en 1960), ainsi que le groupe de Tom Wainwright et Berni Alder (au Livermore Radiation Laboratory dans les années 1950) ont développé des algorithmes de dynamique moléculaire pilotés par évènements un peu plus tôt que Rahman. Berni Alder a reçu une médaille nationale des sciences du président Obama en 2009.

## Honneurs et récompenses
En 1977, Rahman reçoit le prix Irving-Langmuir de l'American Physical Society.
La Société américaine de physique décerne chaque année un prix Aneesur Rahman de physique numérique pour des réalisations exceptionnelles en recherche informatique. Attribué pour la première fois en 1993, ce prix est la plus haute distinction de la physique numérique décernée par l'American Physical Society.
Le Laboratoire national d'Argonne offre une bourse postdoctorale spéciale nommée d'après Aneesur Rahman, bourse qui est décernée chaque année à un doctorant exceptionnel au début d'une carrière prometteuse.